# فلوريد الرينيوم السباعي
فلوريد الرينيوم السباعي (أو سباعي فلوريد الرينيوم) هو مركب كيميائي من عنصري الرينيوم والفلور، له الصيغة الكيميائية ReF7، ويكون على شكل صلب أصفر اللون عند درجة حرارة الغرفة.

## التحضير
يحضر فلوريد الرينيوم السباعي من التفاعل المباشر بين عنصري الرينيوم والفلور عند درجات حرارة حوالي 400 °س.
{\displaystyle \mathrm {2\ Re+7\ F_{2}\longrightarrow 2\ ReF_{7}} }

## الخواص
يعد فلوريد الرينيوم السباعي المركب الوحيد الثابت حرارياً على شكل سباعي فلوريد فلزّي.
للمركب بنية جزيئية هرمية مزدوجة خماسية السطوح بشكل مشابه لبنية مركب سباعي فلوريد اليود IF7، والتي تم تأكيدها حسب تقنية حيود النيوترونات عند 1.5 كلفن، وهي بنية غير صلدة كما أثبتت دراسات حيود الإلكترونات.
بوجود مركبات مانحة لأيون الفلوريد مثل فلوريد السيزيوم CsF، فإنه من الممكن أن يتشكل أيون -ReF8، والذي له بنية موشورية معكوسة مربعة square antiprism. أما بوجود مستقبلات للفلوريد مثل خماسي فلوريد الأنتيموان SbF5 فمن الممكن أن يتشكل كاتيون +ReF6.

## اقرأ أيضاً
- فلوريد الرينيوم السداسي